# Vardegård
Vardegård lå i sin tid på Ringkøbingvej 88 nord for Varde. Gården var tidligere en tyrestation, men er nu nedlagt.
”Vardeegnens kvægavlsforening” blev startet omkring 1948 og blev senere lagt sammen med en kvægavlsforening i Gredstedbro og kom til at hedde ”Kvægavlsforeningen Vestjyden”.
Først hed medarbejderne kvægavlsassistent senere inseminør.
Nu er det en del af Dansire, med hovedkontor i Randers. Kvægavlsforeningen Dansire har nu købt en gård i Blaksmark nord for Varde og oprettet en topmoderne tyrestation.
Fra 1. januar 2008 ændrer Dansire navn til VikingDanmark med hovedkontor i Randers og Brørup samt Viking Genetics med hovedkontor i Randers.
Nu hedder stedet Troldhøjen, det sted hvor Kvægavlsforeningen Vestjyden købte Vardegård til tyrestation.
Området er nu ved at blive omlagt til beboelse.

## Ekstern henvisning
- Dansire Arkiveret 14. september 2007 hos  Wayback Machine
- Viking Danmark/Viking Genetics

|  | Denne artikel om en bygning eller et bygningsværk kan blive bedre, hvis der indsættes et (bedre) billede. Du kan hjælpe ved at afsøge Wikimedia Commons for et passende billede eller lægge et op på Wikimedia Commons med en af de tilladte licenser og indsætte det i artiklen. |

55°38′13″N 8°29′8.2″Ø / 55.63694°N 8.485611°Ø